# Bergknecht
Ein Bergknecht, auch nur Knecht genannt, ist ein Bergmann, der im frühen Bergbau als Hilfsarbeiter zu Arbeiten eingesetzt wurde, für die keine besondere Ausbildung erforderlich war. Die Bezeichnung Knecht bedeutet hierbei so viel wie junger Mann oder auch Knabe. Als Abzeichen trugen Bergknechte ein Tschärpertäschchen ohne Tschärper. Es durften von den Gewerken und Steigern nur gelernte Bergleute als Bergknecht beschäftigt werden. Es gab auch Bergbauregionen, in denen die Zahl der zu beschäftigenden Bergknechte pro Bergwerk limitiert war. So durften die Bergwerksbetreiber im Kanton Uri maximal 25 fremde Bergknechte auf ihren Bergwerken beschäftigen.

## Werdegang und Einteilung
Bevor ein Arbeiter als Bergknecht auf einem Bergwerk beschäftigt werden durfte, musste er vom Bergamt auf seine Eignung geprüft werden. Die Bergknechte wurden eingeteilt in gewöhnliche und bleibende Bergknechte, insbesondere im Freiberger Bergbaurevier gab es hier klare Vorgaben. Als gewöhnliche Bergknechte wurden die Bergknechte bezeichnet, die ihre ersten Grubenjahre zunächst als Grubenjunge durchlaufen hatten. Mit 18–20 Jahren rückten die Grubenjungen dann auf zum Bergknecht. Als bleibende Bergknechte wurden die Bergknechte bezeichnet, die erst mit 20 Jahren ohne bergmännische Vorbildung in den Bergmannsberuf eintraten. Entsprechend ihrer späteren Beschäftigung wurden die Bergknechte ausgebildet und anschließend ihrer Tätigkeit entsprechend benannt.

### Gewöhnliche Bergknechte
Bei den gewöhnlichen Bergknechte erfolgte die berufliche Einteilung, je nach Eignung, in die drei Kategorien Förder- und Wasserknechte, Bohr- und Schlägelknechte und Schießknechte. Förderknechte wurden zu Förderarbeiten zum Beispiel als Haspelknechte  bei der Schachtförderung oder in der Streckenförderung eingeteilt. Wasserknechte waren für die Wasserhaltung des Bergwerks zuständig. Als Bohr- und Schlägelknechte wurden die Bergknechte eingesetzt, die später, je nach Eignung, als Hauer eingesetzt werden sollten. Zu Schießknechten rückten die Bergknechte auf, die sich für die Arbeit als Hauer eigneten und bei dieser Arbeit gezeigt hatten, dass sie genügend handwerkliches Geschick besaßen, um die Bohrlöcher für das Schießen zu erstellen und bei der Versetzarbeit ebenfalls geschickt genug waren. Als ausgebildete Schießknechte durften sie dann eigenständig Bohrlöcher besetzen und auch sprengen.

### Bleibende Bergknechte
Bleibende Bergknechte konnten zunächst keinen beruflichen Aufstieg z. B. zum Hauer erreichen. Ausnahmen bildeten die Bergknechte, die einen Handwerksberuf erlernt hatten, der im Bergbau Verwendung finden konnte. Im Zuge des immer größer werdenden Bedarfs an Hauern konnten auch bleibende Bergknechte nach Ablauf von sechs Jahren bergmännischer Tätigkeit in die Lehrhauerklasse aufsteigen. Für diesen beruflichen Aufstieg war eine Genehmigung durch das Bergamt erforderlich. Bei einigen Gruben war dieser berufliche Aufstieg aus Mangel an Arbeitskräften schon nach drei Jahren möglich. Ältere bleibende Bergknechte wurden, je nach Eignung, als Kunstwärter oder als Kesselheizer eingesetzt. Allerdings lag die Möglichkeit einer Beförderung in eine höherwertige Tätigkeit in der Willkür der Bergwerksbetreiber.

## Arbeitszeit und Lohn
Bergknechte arbeiteten im Gedinge, sie verfuhren lohntäglich innerhalb von 14 Tagen 18 Schichten. Die Anzahl der Schichten konnte sich bei bestimmten dringenden Arbeiten erhöhen. Der Schichtlohn betrug, je nach Bergrevier, zwischen 4,7 und 5,4 Mariengroschen. Der zusätzliche Gedingegewinn konnte ¼ bis ⅓ des Lohnes betragen. Als Nebenverdienst konnten die Bergknechte einiger Bergwerke zu bestimmten Zeiten zusätzlich noch einmal 4–6 sogenannte lange Schichten verfahren. Eine Lohnerhöhung war spätestens nach sechs Jahren möglich, doch wurde diese Möglichkeit im 19. Jahrhundert aufgehoben. Eine Lohnerhöhung lag nun in der Willkür der Bergwerksbetreiber.